# Karl Nutzinger
Karl Nutzinger (* 25. März 1911 in Wilhelmsburg (Niederösterreich); † 13. März 1979 in Admont (Obersteiermark)) war ein österreichischer Blumenzüchter mit den Schwerpunkten Fuchsien und Dahlien sowie Rosen.

## Leben
Karl Nutzinger machte eine Gärtnerlehre und wurde Gärtner und schließlich Obergartenmeister in der Gärtnerei des Benediktiner-Stifts Admont. Seine Berufstätigkeit wurde ihm zugleich zur Berufung: Seine Fuchsien- und Dahlienzüchtungen gewannen weit über Österreich hinaus internationale Anerkennung, auch in Form hoher Auszeichnungen. Ein Jahr nach seinem Tode wurde zu seinen Ehren 1980 der Karl-Nutzinger-Preis gestiftet, der jährlich an besonders um Fuchsien verdiente Blumenfreunde verliehen wird. Unter seinen vielen Blumenzüchtungen findet vor allem die Fuchsiensorte Elfriede Ott bis heute die größte internationale Anerkennung. In Österreich war er einer der Pioniere der Fuchsiengesellschaft, des Verbandes der österreichischen Fuchsienliebhaber. 